# Bionne (Loire)
Die Bionne ist ein kleiner Fluss im Zentralbereich von Frankreich, der im Département Loiret der Region Centre-Val de Loire nordwestlich der Stadt Orléans verläuft.

## Geografie

### Verlauf
Die Bionne entspringt unter dem Namen Ruisseau des Esses im nordöstlichen Gemeindegebiet von Loury, entwässert generell Richtung Südwest durch den Staatsforst Forêt domaniale d’Orléans und mündet nach rund 19 Kilometern im Gemeindegebiet von Combleux als rechter Nebenfluss in den Canal d’Orléans, der etwa 300 Meter weiter die Loire erreicht. Im Unterlauf quert die Bionne die hier Autobahn-ähnlich ausgebaute Départementsstraße D2060 sowie die Bahnstrecke Orléans–Gien.

### Orte am Fluss
(Reihenfolge in Fließrichtung)
- Loury
- Vennecy
- Marigny-les-Usages
- Boigny-sur-Bionne
- Pont de Boigny, Gemeinde Chécy
- Combleux
- Saint-Jean-de-Braye